# Ropica laevicollis
Ropica laevicollis är en skalbaggsart som beskrevs av Stefan von Breuning 1964. Ropica laevicollis ingår i släktet Ropica och familjen långhorningar.
Artens utbredningsområde är Filippinerna. Inga underarter finns listade i Catalogue of Life.